# Goriàinovo (Vladímir)
|  | Per a altres significats, vegeu «Goriàinovo». |

Goriàinovo (en rus: Горяиново) és un poble de l'óblast de Vladímir, a Rússia, segons el cens del 2010 tenia 73 habitants. Pertany al districte municipal de Iúriev-Polski.